# Elecciones legislativas de Uruguay de 1907
El 24 de noviembre de 1907 se realizaron las elecciones legislativas de Uruguay para elegir a todos los miembros de la Cámara de Representantes. El principal partido opositor, el Partido Nacional no participó de las elecciones, pero algunos miembros del Partido Nacional se postularon bajo el nombre de "Directorio Nacionalista".

## Sistema Electoral
Las elecciones se llevaron a cabo utilizando un sistema de mayoría/minoría, en el que el primer y segundo partido de cada circunscripción (Basada en Departamentos)recibió un número determinado de escaños, independientemente de sus acciones de voto. En Montevideo y circunscripciones de cuatro diputados, las tres cuartas partes de los diputados se otorgaron al partido en primer lugar y una cuarta parte al partido en segundo lugar. En las circunscripciones con tres escaños, se otorgaban dos al partido en primer lugar y uno al segundo, siempre que el partido en segundo lugar obtuviera al menos el 25% de los votos. En el Departamento de Flores (que tenía dos escaños) el partido en segundo lugar debía recibir al menos el 50% del número de votos recibidos por el partido en primer lugar para ganar un escaño.
El sufragio estaba limitado a hombres letrados. El voto no era secreto, ya que los votantes tenían que firmar su papeleta.

## Resultados
| Partido                  | Votos  | %      | Diputados obtenidos | +/-   |
| ------------------------ | ------ | ------ | ------------------- | ----- |
| Partido Colorado         | 28,202 | 63.54  | 69                  | +18   |
| Directorio Nacionalista  | 13,335 | 30.04  | 14                  | Nuevo |
| Reacción Cívica          | 2,801  | 6.31   | 1                   | Nuevo |
| Otros partidos           | 47     | 0.11   | 0                   | -     |
| Total                    | 44,385 | 100.00 | 84                  | +13   |
| Fuente: Instituto Factum |        |        |                     |       |